# Phiale huadquinae
Phiale huadquinae là một loài nhện trong họ Salticidae.
Loài này thuộc chi Phiale. Phiale huadquinae được Ralph Vary Chamberlin miêu tả năm 1916.